# Tina Pour-Davoy
Tina Botina Pour-Davoy, född den 22 juli 1993, är en svensk skådespelare med iranskt påbrå.
Pour-Davoy är utbildad vid Teaterhögskolan i Stockholm 2018–2021.
Hon har medverkat i flertal föreställningar såsom  Koppla:de på Riksteatern (2019), Ayla på Teaterhögskolan i Stockholm (2020) och De kommer drunkna i sina mödrars tårar vid Uppsala Stadsteater (2021) samt Exit Parkour på Dramaten (2022).
Hon har även medverkat i bland annat TV-serierna Den sista sommaren (2020), Knutby, Max Anger, Ligga (2021), Eagles (2022). 2023 spelar hon en av huvudrollerna, som Doris, i Leva life.

## Filmografi (i urval)
- 2010 – Tusen gånger starkare
- 2017 – Min Homosyster
- 2018–2020 – Sjukt oklar (TV-serie)
- 2020 – Den sista sommaren (TV-serie)
- 2021 – Ligga (TV-serie)
- 2021 – Max Anger – With one eye open (TV-serie)
- 2021 – Knutby (TV-serie)
- 2022 – Eagles (TV-serie)
- 2023 – Leva life (TV-serie)

## Teater

### Roller (ej komplett)
| År   | Roll          | Produktion                                                                   | Regi               | Teater   |
| ---- | ------------- | ---------------------------------------------------------------------------- | ------------------ | -------- |
| 2023 | Kör Kassandra | Perserna/Trojanskorna (Πέρσαι, Persai/Τρῳάδες, Trōiades) Aischylos/Euripides | Karl Dunér         | Dramaten |
| 2024 |               | Yerma Federico García Lorca                                                  | Lisaboa Houbrechts | Dramaten |
| 2024 |               | 77 meddelanden till framtiden Jacob Hirdwall                                 | Jacob Hirdwall     | Dramaten |